# Martin Fecko
Martin Fecko (ur. 8 października 1962) – słowacki urzędnik państwowy i polityk, poseł do Rady Narodowej.

## Życiorys
W 1985 uzyskał wyższe wykształcenie z dziedziny melioracji na wydziale agronomii Wyższej Szkoły Rolniczej w Nitrze, następnie zaś odbył studia podyplomowe z dziedziny ekologii w Słowackiej Wyższej Szkole Technicznej w Bratysławie (1988–1990). Od 1987 zatrudniony na różnych stanowiskach w administracji państwowej (m.in. w oddziale zamiejscowym ministerstwa rolnictwa i gospodarki żywnościowej w Preszowie).
W 2010 uzyskał mandat posła do Rady Narodowej z listy ugrupowania Wolność i Solidarność jako przedstawiciel ruchu obywatelskiego Zwyczajni Ludzie. W 2012, 2016 i 2020 był wybierany na kolejne kadencje. W 2020 objął funkcję sekretarza stanu w resorcie rolnictwa, stanowisko to zajmował do 2021.